# Giải bóng đá vô địch quốc gia Guam 2013–14
Giải bóng đá vô địch quốc gia Guam 2013–14, có tên chính thức là Giải bóng đá vô địch quốc gia Guam Budweiser vì lý do tài trợ, là giải bóng đá ở Guam.
| XH | Đội                  | Tr | T  | H | T  | BT  | BB  | HS  | Đ  | Lên hay xuống hạng |
| -- | -------------------- | -- | -- | - | -- | --- | --- | --- | -- | ------------------ |
| 1  | Rovers FC            | 20 | 16 | 0 | 4  | 110 | 23  | +87 | 48 | 2015 AFC Cup       |
| 2  | Guam Shipyard        | 20 | 11 | 5 | 4  | 75  | 44  | +31 | 38 |                    |
| 3  | Quality Distributors | 20 | 10 | 3 | 7  | 57  | 63  | -6  | 33 |                    |
| 4  | Espada               | 20 | 8  | 3 | 9  | 61  | 54  | +7  | 27 |                    |
| 5  | Southern Cobras      | 20 | 7  | 2 | 11 | 68  | 88  | -20 | 23 |                    |
| 6  | Paintco Strykers     | 20 | 0  | 3 | 17 | 20  | 119 | -99 | 3  |                    |